# Felicite Island
Felicite Island (fr. Île Félicité) – niewielka, gęsto zalesiona wyspa w archipelagu Seszeli, w grupie Wysp Wewnętrznych, około 4 km na wschód od La Digue. Jej powierzchnia wynosi 2,68 km².
W XIX wieku na wyspie mieszkał zesłany przez Brytyjczyków sułtan Abdullah z Peraku. Do lat 70. XX wieku istniała tu plantacja palm kokosowych, a wyspę zamieszkiwało około 50 osób. Współcześnie na wyspie działa kurort wypoczynkowy dla turystów.
Felicite Island wraz z trzema sąsiednimi granitowymi wyspami: Mary Anne Island, Coco Island i dwiema wysepkami The Sisters tworzy łańcuch wysp satelitarnych wyspy La Digue.